# 3 Version 4 Yonash / Acid on the Dance Floor
3 Version 4 Yonash / Acid on the Dance Floor – pierwszy singel grupy Acid Drinkers wydanym w 1995 roku nakładem Stage Diving Club. Singel ukazał się tylko kasecie. Zawartość to 3 mixy utworu Slow & Stoned (Method of Yonash) z płyty Infernal Connection, reszta to niepublikowane archiwalne nagrania zespołu z lat 80. (Acids First Step 1985 \ Only for Mega Fans Fans). Kaseta miała ukazać się w nakładzie 3333 egzemplarzy, ale ukazała się w liczbie prawie 8000 kopii.

## Lista utworów
1. Slow and Stoned (Method of Yonash) – Tomasz Bonarowski Mix Gitarowy (Guitar Mix)
2. Slow and Stoned (Method of Yonash) – Hrohomyloh Mix
3. Slow and Stoned (Method of Yonash) – Versya Spoko
4. Running With the Devil
5. Konsument
6. Of, I Feel Alright
7. III Wojna [Los Desperados]